# Grimpar strié
Xiphorhynchus obsoletus
Espèce
Statut de conservation UICN

 LC  : Préoccupation mineure
Le Grimpar strié (Xiphorhynchus obsoletus) est une espèce de passereaux de la famille des Furnariidae.

## Répartition et sous-espèces
Selon la classification de référence du Congrès ornithologique international (15.1, 2025) :
- X. o. palliatus (Des Murs, 1856) — ouest de l'Amazonie ;
- X. o. notatus (Eyton, 1852) — nord-ouest de l'Amazonie ;
- X. o. obsoletus (Lichtenstein, 1820) — centre/est de l'Amazonie ;

Aire de répartition de Xiphorhynchus obsoletus.

- X. o. caicarae Zimmer & Phelps, 1955 — vallée de l'Orénoque (centre du Venezuela).

## Classification
Le nom valide complet (avec auteur) de ce taxon est Xiphorhynchus obsoletus (Lichtenstein, 1820).
L'espèce a été initialement classée dans le genre Dendrocolaptes sous le protonyme Dendrocolaptes obsoletus Lichtenstein, 1820.
Ce taxon porte en français le nom vernaculaire ou normalisé suivant : Grimpar strié,.
Xiphorhynchus obsoletus a pour synonyme :
- Dendrocolaptes obsoletus Lichtenstein, 1820